# Jürgen Piquardt

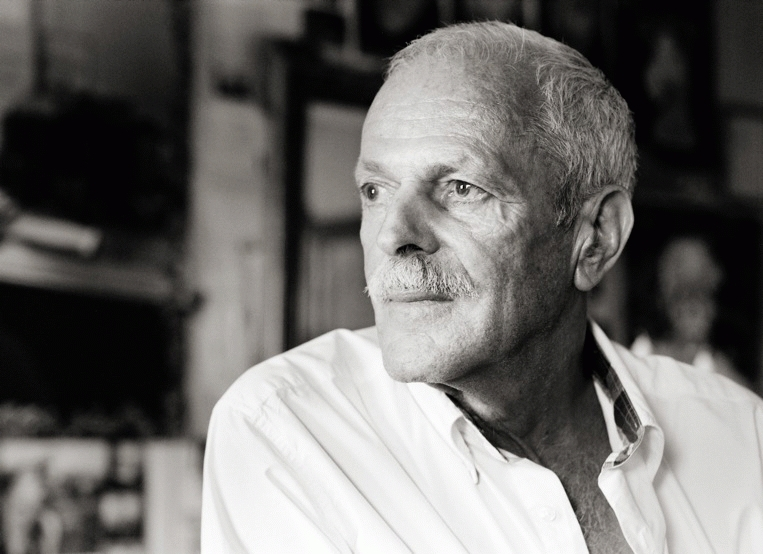
Jürgen Piquardt

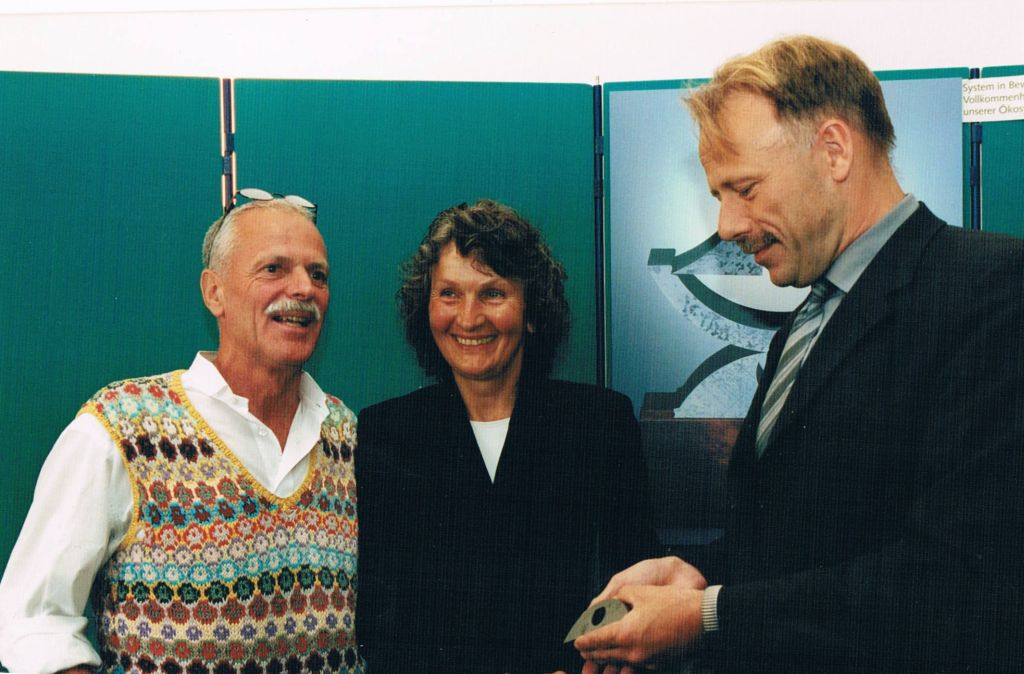
2001 erhält das Ehepaar Heike und Jürgen Piquardt vom damaligen Bundesumweltminister Jürgen Trittin eine Auszeichnung für Wirtschaftlich-ökologisches Handeln

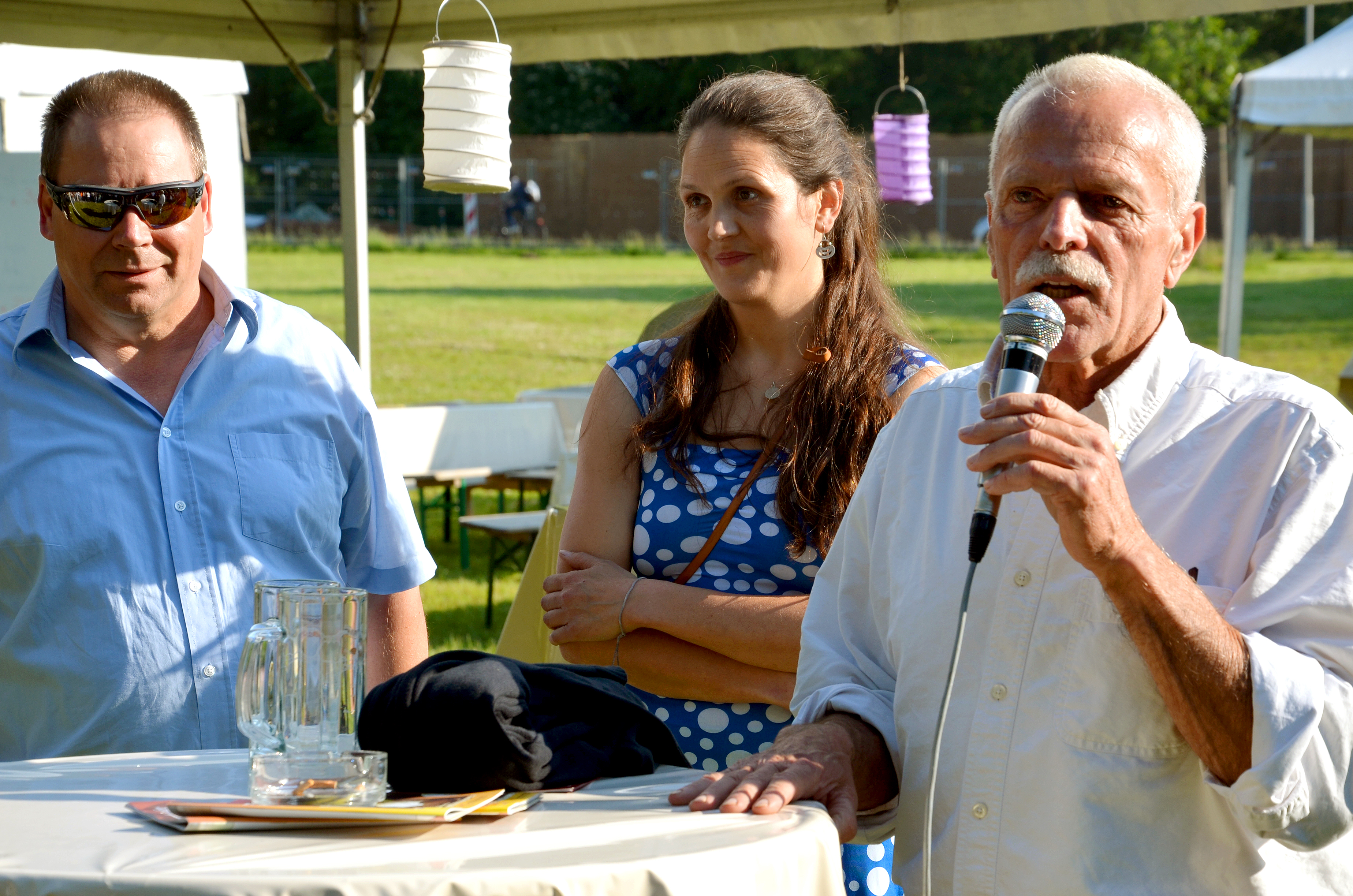
Piquardt (am Mikrofon) mit Tochter Anna und Carsten Fitschen im Juni 2014 beim 17. Boulefestival Hannover im Georgengarten

Jürgen Piquardt (* 1941 in Weimar) ist ein deutscher Gastronom und Autor und lebt in der Provence in Frankreich.

## Leben und Karriere
Piquardt verließ im Jahre 1961 die DDR. Seit 1972 lebt er zeitweise, ab 2012 ganzjährig, in der französischen Provence auf einem Gutshof mit Olivenplantage.
Piquardt betrieb mit seiner Frau Heike seit 1977 das Restaurant La Provence im hannoverschen Stadtteil Ricklingen und seit 2000 das Aktionslokal Paradies. Seit 1986 sind die Restaurants konsequent ökologisch ausgerichtet, wofür sie bereits ausgezeichnet worden sind. Ende 2012 gab Piquardt seine Gastronomietätigkeit in Hannover-Ricklingen auf, um sich verstärkt als Autor zu betätigen und sich auf seine Arbeit bei den BIOSpitzenköchen, einem Expertengremium der Bundesanstalt für Landwirtschaft und Ernährung, zu konzentrieren.
Piquardt engagiert sich für die weitere Verbreitung des französischen Spielsports Boule / Pétanque in Niedersachsen. Seit 1996 organisiert er ein über die Stadtgrenzen hinaus bekanntes Boulefestival im hannoverschen Georgengarten. In das immer von Himmelfahrt bis Pfingsten stattfindende Fest ist die Pfingststafel integriert, die zur längsten Speisentafel Europas werden soll. Für Piquardt ist Boule/Petanque ein „soziales Spiel“: Nur geringe Kosten für das Spielmaterial- und -gerät, und alle Gesellschaftsschichten spielen miteinander. Von 1997 bis 2006 organisierte Piquardt das Gourmetfestival Hannover: Das Sommerfest der Tafelrunde auf dem Ballhofplatz in der Altstadt. Von 1999 an stand es unter dem Hauptmotto: Nachhaltiger Genuss – Kochen mit ökologischen Lebensmitteln.
Seit 2001 schreibt Piquardt regelmäßig für die hannoversche Straßenzeitschrift Asphalt-Magazin die Kolumne gesunde Ernährung. Im Juni 2007 erschien beim Lutherischen Verlagshaus Der Genuss des Einfachen: Ein kulinarisches Kompendium. In dem Buch beschreibt Piquardt die einfache Art des Genießens sowie die gesunde Küche. Daraus gingen die 12 Gebote – eine Anleitung zur gesünderen Ernährung hervor, die am 7. Dezember 2008 (2. Advent) an die Wittenberger Schlosskirche projiziert wurden.
Jürgen Piquardt ist seit 2006 Kochanimator bei Euro-Toques (Stiftung Kulinarisches Erbe Europas) und wurde 2004 vom Landwirtschaftsministerium des Bundes in die Arbeitsgruppe BIOSpitzenköche berufen. 20 Spitzenköche und -köchinnen bundesweit haben die Aufgabe, den Genusswert von ökologischen Lebensmitteln unter dem Titel bio schmeckt! zu propagieren.
2008 wurde Piquardt angetragen, das größte Gourmetfestival Niedersachsens Hannover is(s)t phantastisch auf dem Opernplatz mitzugestalten: Das Festival soll nachhaltige Inhalte verfolgen. So sollen z. B. die teilnehmenden Gastronomen zur Verwendung von ökologischen, regionalen Produkten verpflichtet werden. Dies war 2010, als Piquardt letztmals als Mitorganisator beim Gourmetfestival teilnahm, erreicht worden.

## Auszeichnungen
- 1998: Öko-Gourmet-Preis[11]
- 2001: Öko-Oscar[12]
- 2013: 6. Gastropodium Award für Verdienste in Hotellerie und Gastronomie[13]

## Schriften
- Der Genuss des Einfachen. Ein kulinarisches Kompendium. Lutherisches Verlagshaus, Hannover 2007, ISBN 978-3-7859-0960-7.
- Erkenne dich! Und handle! Anleitung zu nachhaltigem Genuss G5 Netz Verlag, Hannover 2011, ISBN 978-3-941786-00-4.
- Lust auf Pflanzenkost : Complementismus : Pfadefinder zu einer individuell-ganzheitlichen Ernährung G5 Netz Verlag, Hannover 2017, ISBN 978-3-941786-05-9.